# Campo do Brito
Campo do Brito es un municipio brasilero del estado de Sergipe. Se localiza a una latitud 10º44'00" sur y a una longitud 37º29'36" oeste, estando a una altitud de 208 metros. Posee un área de 200,8 km².

## Historia
A 53 km de Aracaju estaba el Campo do Brito, el municipio que nació de concesiones de asignaciones a los sacerdotes jesuitas. El 10 de marzo de 1601 los sacerdotes obtuvieron las tierras "junto a la sierra de la Cajaíba", en la tapera de Pirapean, entre el valle del Vasa-Barris, la sierra de Itabaiana y subiendo el río hasta la cima del pico. Campo do Brito está en la "boca del sertón", su suelo es de calidad y propicia para vivir de la agricultura y la ganadería.